# Герб Квебека
Герб Квебека (фр. Armoiries du Québec) является одним из символов канадской провинции Квебек. Герб Квебека был принят и утверждён королевой Викторией в 1868 году, современный вариант используется с 1939 года.
Герб представляет собой французский щит (до 1939 г. — английский), дважды пересечённый на лазурь, червлень и золото. В лазури три золотые лилии, в червлене золотой леопард (шествующий смотрящий впрям лев) с лазоревым вооружением и языком, в золоте три зелёных кленовых листа из одного корня. Щит увенчан короной Тюдоров, под щитом  серебряная лента с девизом провинции на французском языке «Je me souviens» («Я помню»).
Композиция герба отражает различные этапы в истории провинции. Геральдические лилии символизируют французский период истории Квебека, леопард — британскую корону, кленовые листья — Канаду.